# Zerstörer 1936
Zerstörer 1936-klassen var lite större och förbättrade i jämförelse med sina föregångare, Zerstörer 1934 och Zerstörer 1934A. Även dessa var i tjänst för Nazityskland. Inga av de tidigare jagarklasserna togs i tjänst medan dessa fartyg konstruerades och därför upptäckte man ingenting av de designproblem som de tidigare klasserna skulle komma att lida av.
Det är intressant att se att de flesta problemen - speciellt motorproblemen - löstes i denna klass. Motorerna var mycket mera tillförlitliga, den strukturella integriteten förbättrades och de var mycket mera sjövärdiga fartyg.  Detta var resultatet av att man reducerade överstrukturens vikt, skorstenarna förkortades, överbyggnadens höjd sänktes och bogen förbättrades på de sista tre fartygen.
Fastän 26 fartyg av denna klass beställdes färdigställdes enbart 6, medan de andra beställningarna modifierades till andra designer. Alla utom ett av fartygen sänktes vid Narvik och bildade jagarkyrkogården i den norska fjorden.

## Fartyg av klassen
- Z17 Diether von Roeder
  - Påbörjad: Deschimag Bremen, 9 september 1936
  - Sjösatt: 19 augusti 1937
  - I tjänst: 29 augusti 1938
  - Öde: sänkt den 13 april 1941 under slaget om Narvik

- Z18 Hans Lüdemann
  - Påbörjad: Deschimag Bremen, 9 september 1936
  - Sjösatt: 1 december 1937
  - I tjänst: 8 oktober 1938
  - Öde: sänkt av egen besättning den 13 april 1940

- Z19 Hermann Künne
  - Påbörjad: Deschimag Bremen, 5 oktober 1936
  - Sjösatt: 22 december 1937
  - I tjänst: 12 januari 1939
  - Öde: strandsatt den 13 april 1940

- Z20 Karl Galster
  - Påbörjad: Deschimag Bremen, 14 september 1937
  - Sjösatt: 15 juni 1938
  - I tjänst: 21 mars 1939
  - Tog i tjänst av Sovjetunionens flotta efter kriget.
  - Öde: skrotad 1956

- Z21 Wilhelm Heidkamp
  - Påbörjad: Deschimag Bremen, 15 december 1937
  - Sjösatt: 20 augusti 1938
  - I tjänst: 10 juni 1939
  - Öde: sänkt den 11 april 1940

- Z22 Anton Schmitt
  - Påbörjad: Deschimag Bremen, 3 januari 1938
  - Sjösatt: 20 september 1938
  - I tjänst: 24 september 1939
  - Öde: sänkt den 10 april 1940